# Gayatri Chakravorty Spivak
Gayatri Chakravorty Spivak (Kolkata, Indija, 24. veljače 1942.), indijsko-američka književna teoretičarka, utjecajna u području postkolonijalnih studija, feminističke misli i komparativne književnosti.
Rođena je u istočnoindijskom gradu Kolkati (Kalkuta, eng. Calcutta). Na Sveučilištu u Kolkati diplomira 1959., potom se školuje na britanskom Cambridgeu i na njujorškom Sveučilištu Cornell, gdje doktorira 1967. Koristeći se dekonstrukcijom i nekim postupcima marksističke i feminističke kritike, razvila je vlastiti pristup kritici dominantnih zapadnih koncepata.
U filozofskim i teorijskim krugovima postaje poznata 1976. godine prijevodom Derridaove knjige "O gramatologiji" (1967.) s francuskog na engleski jezik, za koju je napisala i kritički uvod. 
Njeno najpoznatije djelo "Mogu li podčinjeni govoriti?" (Can the Subaltern Speak?, 1988.) smatra se ključnim za utemeljenje postkolonijalnih studija.

## Djela (nepotpun popis)
- U drugim svjetovima (In Other Worlds, 1987.)
- Mogu li podčinjeni govoriti? (Can the Subaltern speak?, 1988.)
- Izvan u predavačkom pogonu (Outside in the Teaching Machine, 1993.)
- Kritika postkolonijalnog uma (A Critique of Postcolonial Reason, 1999.)
- Smrt discipline (Death of a Discipline, 2003.)